# جین لوی
جین کالبرن لوی (انگلیسی: Jane Colburn Levy؛ زادهٔ ۲۹ دسامبر ۱۹۸۹) یک هنرپیشه اهل ایالات متحده آمریکا است. وی از سال ۲۰۱۱ میلادی تاکنون مشغول فعالیت بوده‌است.

## زندگی خصوصی
پدر و مادر او لستر و مری لوی هستند. او در مارس سال ۲۰۱۱ با جیمی فریتاس ازدواج کرد که پس از ۷ ماه از وی جدا شد.

## فیلم‌شناسی

### فیلم
| سال  | عنوان                                      | نقش     | یادداشت |
| ---- | ------------------------------------------ | ------- | ------- |
| ۲۰۱۲ | اندازه بامزه                               | آپریل   |         |
| ۲۰۱۳ | مرده شریر                                  | میا آلن |         |
| ۲۰۱۴ | درباره الکس                                | کیت     |         |
| ۲۰۱۶ | نفس نکش                                    | راکی    |         |
| ۲۰۱۶ | ماشین‌های هیولا                             | مردیت   |         |
| ۲۰۱۷ | دیگر در این دنیا احساس در خانه بودن نمی‌کنم | دز      |         |
| ۲۰۱۸ | متظاهران                                   | کاترین  |         |

### تلویزیون
| سال  | عنوان        | نقش                | یادداشت              |
| ---- | ------------ | ------------------ | -------------------- |
| ۲۰۱۱ | بی‌شرم        | مندی میلکوویچ      | ۵ قسمت               |
| ۲۰۱۷ | توئین پیکس   | الیزابت            | قسمت: "پارت ۵"       |
| ۲۰۱۸ | کسل راک      | دایان "جکی" تورانس | بازیگر اصلی؛ ۱۰ قسمت |
| ۲۰۱۹ | چه می‌شود/اگر | لیسا داناوان       | ۱۰ قسمت              |